# Ренийский порт
Рени́йский морско́й торго́вый порт (укр. Ренійський морський торговельний порт) — украинский порт, расположенный на левом берегу реки Дунай. Является важным транспортным узлом Украины, в котором тесно переплетается работа речного, морского, автомобильного и железнодорожного транспорта. Навигация происходит в течение всего календарного года. Максимальные глубины у причалов составляют 3,5—12 м (в среднем 7,5 м), что позволяет обрабатывать любые типы грузов.

## История
Порт в Рени был основан в декабре 1816 года. В начале XX века, после создания государственного Русско-Дунайского пароходства, порт начал принимать океанские суда, значительно увеличив свой грузооборот. Накануне Первой мировой войны через порт было вывезено рекордное количество хлеба (более 150 тыс. тонн). После присоединения Бессарабии к СССР порт был передан Черноморскому пароходству.
5 ноября 1944 года после освобождения СССР Бессарабии начал работать Ренийский морской торговый порт. В советские времена Ренийский порт занимал лидирующие позиции среди придунайских портов.

## Современное состояние
В первом полугодии 2017 года госпредприятие «Ренийский морской торговый порт» закончило с долгами на сумму 10 млн гривен. Долг предприятия перед сотрудниками по заработной плате составил 1,2 млн гривен, по Единому социальному взносу — 850 тыс. гривен. Также порт задолжал 8,3 млн по оплате за землю. Несмотря на рост на 11 % переработки грузов (всего 52,3 тыс. тонн) по сравнению с 2016 годом, администрация порта не может решить создавшиеся проблемы. По словам заместителя Генерального директора предприятия Олега Шлюкова, «Порт находится в очень тяжёлом финансовом положении. Сейчас стоит вопрос: что у нас останется — государственный порт или собрание инвесторов, которые будут занимать это место и перерабатывать грузы». В июне 2017 года Ренийский горсовет одобрил снижение на 50 % ставку земельного налога для порта, что должно лишь частично снизить финансовую нагрузку на предприятие.
На протяжении нескольких лет Ренийский порт участвовал в финансовых схемах, получивших название «схемы Курченко» (по фамилии владельца группы компаний «Газ Украина» и медиахолдинга UMH group Сергея Курченко). Суть схемы заключалась в том, что танкеры со специально подобранной командой заходили в Ренийский порт на фиктивную перевалку нефтепродуктов. На самом же деле топливо (800 тыс. тонн) расхищалось и продавалось в других местах. Таким образом от налогообложения было уведено от 1,2 до 2 млрд гривен. В июне 2017 года суд дал разрешение на задержание шести капитанов. В ходе расследования были заведены уголовные дела на троих государственных инспекторов Одесской таможни, на бывшего руководителя подконтрольной компании и главного диспетчера Ренийского порта.
Ренийский порт в последние годы был вовлечён и в политические скандалы. Так, в июле 2016 года губернатор Одесской области Михаил Саакашвили обвинил народного депутата Евгения Дейдея (уроженца Рени) в том, что тот от имени главы МВД Украины Арсена Авакова блокировал привлечение латвийских инвестиций в порт Рени:

В Ренийский порт мог вложить €6 млн латвийский инвестор, несколько сотен ренийцев могли бы получить работу. Это депрессивный порт. Но звонит мне и главе порта четырежды судимый депутат Дейдей и от имени главы МВД говорит, что латвийцев нельзя пускать. Причем тут МВД к порту в Рени? Почему вообще четырежды судимый сидит в парламенте и позволяет себе звонить, обсуждая со мной такие темы?— 

## Портовые мощности
В Ренийском порту выполняется перевалка и хранение грузов. Порт состоит из трёх грузовых районов, паромного комплекса и нефтерайона.
В порту действует 39 специализированных причалов, которые способны обрабатывать любые типы грузов, допускаемые для перевозки по Дунаю. Они предназначены для переработки генеральных, наливных, лесных, тяжеловесных, контейнерных, пакетированных грузов, грузов навалом, колёсной техники и пассажирских судов.
В порту также функционирует два специализированных причала. Первый оснащён краном грузоподъемностью 250 тонн, предназначенным для тяжеловесных и негабаритных грузов. Длина причала составляет 125 м, а глубина у стенки — 3,5 м. Второй причал обрабатывает суда типа «ро-ро» длиной до 80 метров при глубине у причала 3,5 м.
В Ренийском порту располагаются портальные краны грузоподъёмностью от 5 до 40 тонн, плавучие краны грузоподъёмностью от 5 до 100 тонн, мостовой кран, позволяющий перегружать тяжеловесное оборудование весом одного места до 250 тонн, авто- и электропогрузчики грузоподъёмностью от 1,5 до 10 тонн, спецтягачи, ролл-трейлеры, зерновой всепогодный пневмоперегружатель, грузовые вагоны.

## Портовый флот
В Ренийском порту функционирует портовый флот, состоящий из следующих судов:
- 3 буксира-толкача;
- служебно-разъездной катер;
- сборщик льяльных и фекальных вод;
- нефтемусоросборщик[4].

## Специальная экономическая зона «Рени»
Специальная экономическая зона «Рени» была образована 23 марта 2000 года сроком на 30 лет после принятия соответствующего закона Украины. Площадь СЭЗ «Рени» составляет 943,6 тыс. м². Зона была образована для следующих целей:
- привлечение инвестиций для развития производства и инфраструктуры;
- внедрение современных технологий;
- создание новых рабочих мест;
- развитие внешнеэкономических связей и предпринимательства;
- привлечение дополнительных грузопотоков в порт[4].